# Ridolfo Nigelli
Ridolfo Nigelli    (né  à Pise en Toscane, Italie, et mort à Rome en 1189) est un cardinal italien du XIIe siècle.

## Biographie
Le pape Lucius II le crée cardinal lors d'un consistoire du 6 mars 1185. Le cardinal Nigelli participe à l'élection d'Urbain III en 1185 et à celle de Grégoire VIII et de Clément III en 1187.

## Sources
- Fiche du cardinal sur le site fiu.edu